# Maragda Hooker

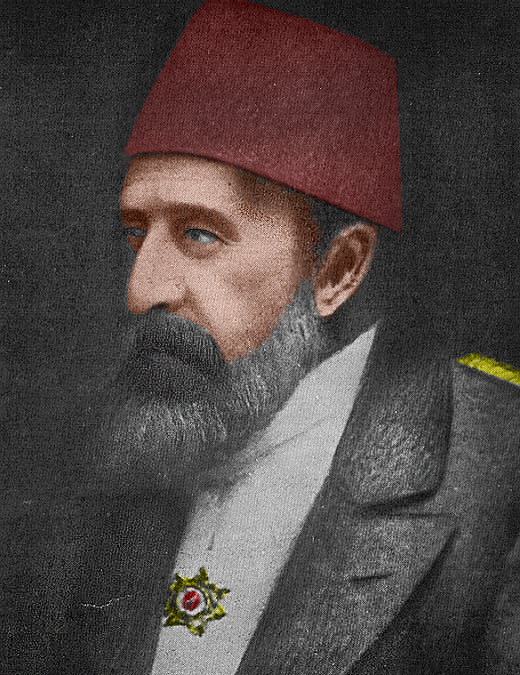
Abdul Hamid II, sultà otomà i un dels antics propietaris de la maragda

La maragda Hooker és una de les maragdes més valuoses i famoses del món. S'exposa al Museu Nacional d'Història Natural a Washington DC.
Va ser extreta entre els segles xvi-xvii d'una mina colombiana d'ubicació desconeguda, encara que per les seves característiques podria procedir de les Mines de Muzo, pels conqueridors espanyols, que posteriorment la van enviar en brut a Europa per procedir al seu poliment i tallat. Després va ser venuda a Abdul Hamid II, (1842–1918), 34è sultà de l'Imperi otomà (1876–1909), que la va utilitzar com a sivella d'un cenyidor. L'any 1908 la maragda juntament amb diverses joies fou enviada pel sultà per a la seva subhasta a París, però no és fins a l'any 1911 quan en una de les subhastes la joieria Tiffany & Co adquireix la peça per encastar-la en una tiara, que al no ser venuda en dècades, l'any 1950 va ser extreta de la mateixa perquè formés part d'un fermall. La joieria va retenir la peça fins a l'any 1955 quan va ser adquirida per Janet Annenberg Hooker, una filantropa nord-americana que l'any 1977 la va donar a l'Institut Smithsonià i en honor de qui va rebre el nom de Hooker Emerald.

## Dades
- Forma: Fermall.
- Color: verd clar.
- Quirats: 75,47 quirats.[1]
- Grandària: 27 mil·límetres.
- Data d'extracció: segle xvi-xvii
- Ubicació: Institut Smithsonià de Washington, als Estats Units d'Amèrica
- Número d'inventari: NMNH G7719-00.[1]